# Visione della croce

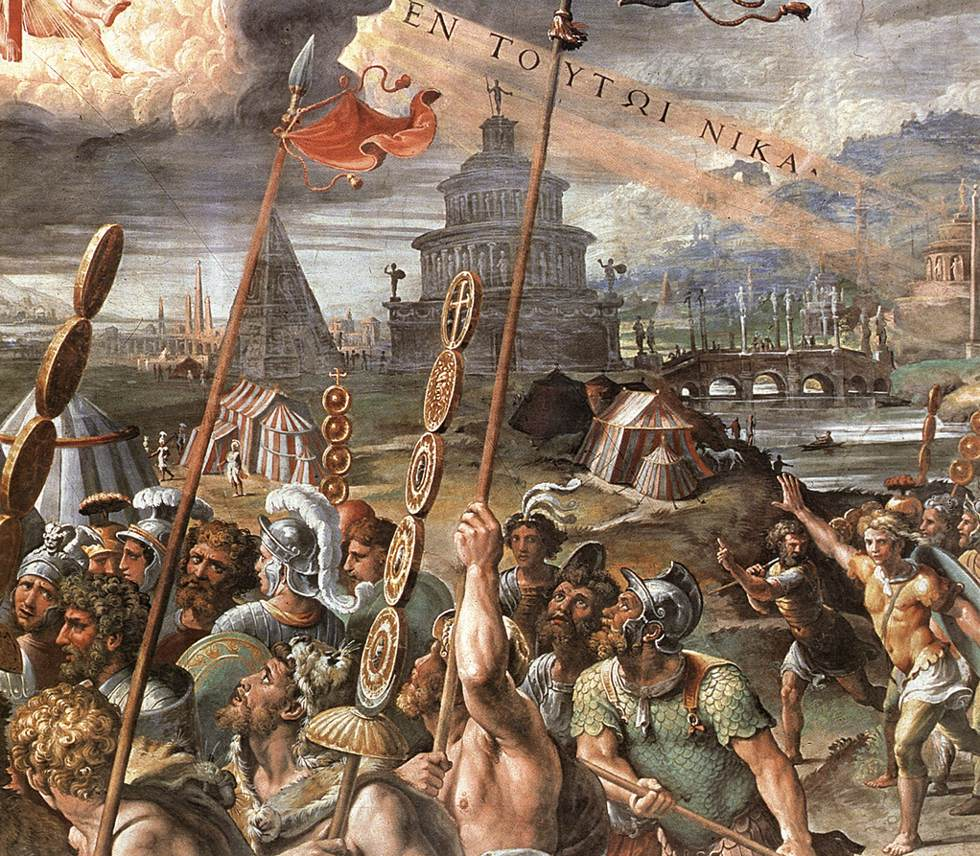
Dettaglio

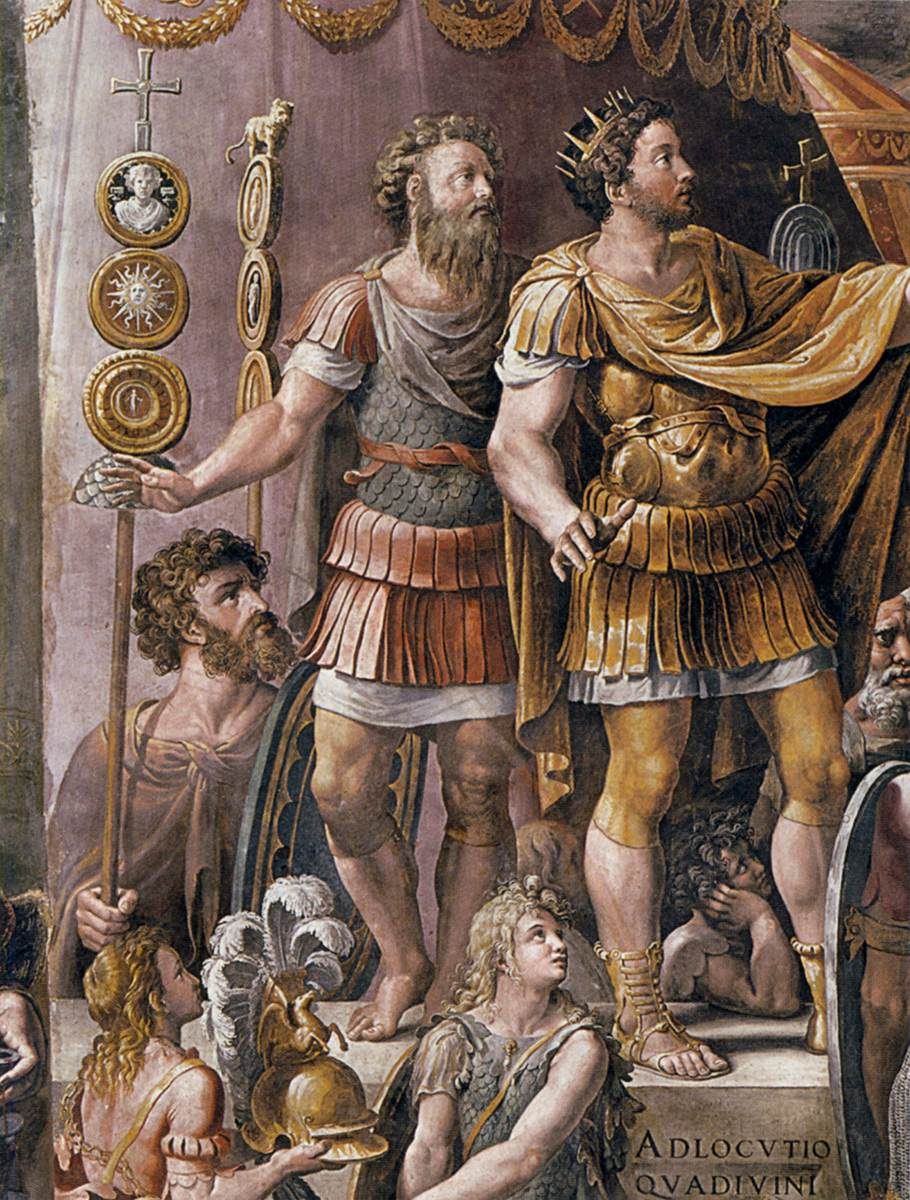
Dettaglio

La Visione della croce è un affresco della scuola di Raffaello Sanzio, databile al 1520-1524 e situato nella Sala di Costantino, una delle Stanze Vaticane.

## Storia
La decorazione della Sala di Costantino, l'ultima delle Stanze, venne commissionata da Leone X nel 1517. Il Sanzio, preso da mille impegni, fece appena in tempo a disegnare i cartoni e avviare una sorta di arriccio per la prima parete, prima di morire improvvisamente il 6 aprile 1520. L'opera venne allora continuata dai suoi allievi, tra cui spiccavano soprattutto Giulio Romano e Giovan Francesco Penni.
Nel 1524, all'epoca di Clemente VII, la decorazione doveva essere già terminata, quando il Romano partì per Mantova. Sviluppando i temi della Stanza di Eliodoro e di quella dell'Incendio di Borgo, la Sala di Costantino è dedicata alla vittoria del cristianesimo sul paganesimo e all'affermazione del primato della Chiesa romana, con evidenti richiami alla delicata situazione contemporanea. Vasari assegnò la Visione della croce a Giulio Romano, posizione ripresa poi da tutta la critica successiva, con interventi magari di Raffaellino del Colle nelle parti più scadenti. Durante la Repubblica Romana instaurata dai giacobini e successivamente nel periodo napoleonico, i francesi elaborarono alcuni piani per staccare gli affreschi e renderli portabili. In fatti, venne espressero il desiderio di rimuovere gli affreschi di Raffaello dalle pareti delle Stanze Vaticane e inviarli in Francia, tra gli oggetti spediti al Musee Napoleon delle spoliazioni napoleoniche, ma questi non vennero mai realizzati a causa delle difficoltà tecniche e i tentativi falliti e disastrosi dei francesi presso la Chiesa di San Luigi dei Francesi a Roma.

## Descrizione
Il soggetto del dipinto è l'episodio che la tradizione tramanda come accaduto alla vigilia della battaglia di Ponte Milvio, quando Costantino avrebbe avuto la visione premonitrice di una croce in cielo e della scritta "In hoc signo vinces".
La scena si ispira, nella composizione generale, agli episodi dell'Adlocutio presenti in numerosi rilievi dell'Antica Roma (come sulla Colonna Traiana o sull'Arco di Costantino). Mostra infatti il comandante che, da un piano rialzato, arringa l'esercito per spronarlo alla vittoria. Sul basamento da cui Costantino parla si trova anche la scritta chiarificatrice "ADLOCUTIO QUA DIVINITATIS IMPULSI CONSTANTINIANI VICTORIAM REPERERE. Nel cielo, al centro appare la Croce sorretta da angeli e la scritta con caratteri greci EN TOYTΩI NIKA, cioè "in questo vinci".
Interessante la vista sullo sfondo di una Roma antica ricostruita in alcuni dei suoi monumenti, tra cui si riconosce la Meta Romuli di forma piramidale, il mausoleo di Augusto e quello di Adriano, un ponte sul Tevere e un alto mausoleo (forse il Terebinthus Neronis). Il nano in primo piano a destra doveva essere il buffone del cardinale Ippolito de' Medici, tale Gradasso Berettai.